# Uruana (ort)
Uruana är en ort i Brasilien.   Den ligger i kommunen Uruana och delstaten Goiás, i den centrala delen av landet, 190 km väster om huvudstaden Brasília. Uruana ligger 595 meter över havet och antalet invånare är 10 258.
Terrängen runt Uruana är platt. Uruana är det största samhället i trakten.
Omgivningarna runt Uruana är huvudsakligen savann. Runt Uruana är det ganska glesbefolkat, med 28 invånare per kvadratkilometer.